# ありがとう…
「ありがとう…」は、KOKIAの3枚目のシングル。1999年6月17日にポニーキャニオンから発売された。
以下の「解説」の節では、主に収録曲（楽曲）の「ありがとう…」について述べる。

## 解説
1999年に「ありがとう…」を収録した『songbird』が香港でも発売され、同年の香港国際流行音楽大賞でKOKIAの「ありがとう…」が3位を記録、サミー・チェンが広東語でカバーした「ARIGATOU」が1位を記録した。
その後、2006年にフジテレビ系『カワズ君の検索生活』のコーナー「泣ける2ちゃんねる」のBGMとして「ありがとう…」が使用され、翌年3月16日には改めて15thシングルとしてビクターエンタテインメントから発売されている。

### その他のバージョン
本作の後に発売された楽曲「ありがとう…」の別のバージョンとして、ベストアルバム 『pearl 〜The Best Collection〜』（2006年発売）収録および前述の15thシングル『ありがとう…』に収録された「ありがとう… (the pearl edition)」、5thアルバム『aigakikoeru』に収録された「ありがとう… (from KOKIA 2007)」がある。発売時期の違いなどからもオリジナル版との違いは大きいが、この二つのバージョンでも曲のイントロや伴奏、歌い方に少し違いがある。

### カバー
楽曲「ありがとう…」のカバーとして、以下のものがある。
- 前述の通り、サミー・チェンが1999年に「ARIGATOU」というタイトルで広東語カバーしている（香港）。
- THE IDOLM@STERの音無小鳥（滝田樹里）によって2012年にカバーされた（アルバム『THE IDOLM@STER ANIM@TION MASTER 生っすかSPECIAL 05』に収録）。

## 収録曲
1. ありがとう…
2. 愛しているから(Sincerely Version)
3. ありがとう…（バッキング・トラック）
4. 愛しているから(Sincerely Version)（バッキング・トラック）